# Европейский маршрут E85
Дорога E85, входящая в систему европейских маршрутов, проходит с севера на юг от Клайпеды до Александруполиса по территории Литвы, Белоруссии, Украины, Румынии, Болгарии, Греции.

## Маршрут
Протяжённость маршрута составляет 2315 км.
- Литва
  - A1 Клайпеда, Каунас, Вильнюс
  - A15 Шальчининкай
- Беларусь
  - М11 Вороново, Лида, Дятлово, Слоним
  - Р2 / М1 Ивацевичи, Берёза
  - М12 Кобрин
- Украина
  - М-19 Ратно, Ковель, Луцк, Дубно, Кременец, Збараж, Тернополь, Чортков, Залещики, Черновцы
- Румыния
  -  Сучава, Роман, Бакэу, Фокшаны, Урзичени
  - Бухарест
  -  Джурджу
- Болгария
  - 5 Русе, Бяла, Велико-Тырново, Стара-Загора, Хасково
  - 8 / 80 Свиленград
- Греция
  - 51 Орменио, Кастанис, Дидимотихон, Александруполис

## В искусстве
Маршрут запечатлен в видеоклипе "Руина" украинской группы "Скрябин" Видео